# Bangkaew de Thaïlande
Le bangkaew de Thaïlande ou thaï de Bangkaew (Thai bangkaew dog) est une race de chien originaire du Thaïlande de type spitz. La race est reconnue à titre provisoire par la Fédération cynologique internationale depuis 2011.

## Histoire
Le bangkaew de Thaïlande est une race ancienne, originaire du village de Bangkaew dans la province de Phitsanulok en Thaïlande. La légende raconte que la race est issue du croisement entre une chienne noir et blanc, appartenant à un prêtre bouddhiste et un canidé sauvage. La politique de sélection a commencé en 1957. C'est une race populaire en Thaïlande et le bangkaew est considéré comme un héritage précieux de la province de Phitsanulok.
La race est reconnue à titre définitif par la Fédération cynologique internationale depuis juin 2022.

## Standard
Le bangkaew de Thaïlande est de construction carrée et bien proportionnée, avec une poitrine large et haute. La face assez large est en forme de coin. Les yeux de taille moyenne sont en amande, de couleur noire ou marron foncé. Les oreilles paraissent petites en proportion de la tête, elles sont de forme triangulaire, dressées vers l'avant. La queue est en panache et doit être plus prononcée chez le mâle, elle est portée recourbée au-dessus du dos. 
Le poil de couverture est droit et grossier tandis que le sous-poil est doux et dense. Une collerette se forme autour du cou et des épaules. Les robes admises sont le bicolore « citron », rouge, fauve, feu ou grise avec ou sans les extrémités charbonnées et noir. Des marques symétriques sur la face sont préférables.

## Caractère
Le bangkaew est décrit comme alerte, intelligent, loyal, attentif et obéissant dans le standard. Il est facile à éduquer et peut se montrer distant avec les étrangers. 

## Utilité
Le bangkaew est un chien de compagnie.